# Robert Bosch Elektronika Gyártó Kft.
A Robert Bosch Elektronika Gyártó Kft. (rövidített elnevezése: Robert Bosch Elektronika Kft.) a Bosch csoport hatvani székhelyű tagja. Az 1998-ban alapított vállalat és gyár fő profilja a csoport mobilitási üzletágának részeként vezérlő elektronikák, szenzorok, radarok és kamerarendszerek gyártása. A gépjármű-elektronika részlegének legnagyobb gyártó központja, mintegy 5300 munkavállalót foglalkoztat. A hatvani logisztikai központ közép-kelet-európai stratégiai csomópont a vállalatcsoporton belül.
A Coface CEE Top 500 rangsor szerint 2021-ben és 2022-ben Magyarország 4., illetve 5. és Közép- és Kelet-Európa 24., illetve 33. legnagyobb forgalmú vállalata.